# Pauline Roland
(Victor Hugo, Les châtiments)
Pauline Roland (Falaise, 7 giugno 1805 – Lione, 15 dicembre 1852) è stata un'attivista francese, femminista e socialista.

## Biografia
Il padre morì l'anno successivo alla sua nascita e Pauline Roland studiò su insistenza della madre, impiegata dell'ufficio postale di Falaise, e si avvicinò alle idee di Saint-Simon, il fondatore del socialismo francese, grazie al suo professore, un certo Desprez. Trasferitasi a Parigi nel 1832, cominciò a collaborare ai primi giornali femministi e scrisse dal 1835 al 1844 una serie di storie della Francia, dell'Inghilterra, della Scozia e dell'Irlanda per l'Encyclopédie nouvelle di Pierre Leroux e Jean Reynaud.
Collaborò ai due giornali di Leroux e George Sand, «Le Globe» e «La Revue indépendante», ed entrò nel falansterio fourierista di Boussac nel 1847, lavorandovi come istitutrice e scrivendo per il giornale «L'Éclaireur de l'Indre». Ebbe un figlio da Adolphe Guérolt e poi convisse fino al 1845 con Jean Aicard, dal quale ebbe due figli, ai quali diede il proprio nome rifiutando però il matrimonio: «non consentirò mai di sposare nessun uomo in una società nella quale non potrò far riconoscere la mia totale eguaglianza con il mio compagno». Alla morte di Flora Tristan, nel 1844, si prese cura anche della figlia di quest'ultima, Aline, la futura moglie del pittore Gauguin.
Dal dicembre del 1847 s'impegnò nell'agitazione femminista e socialista insieme con Jeanne Deroin e Désirée Gay, collaborando a «La Femme nouvelle». Nel 1848 diresse il Club républicain des femmes, con Jeanne Deroin e Gustave Lefrançais fondò nel 1849 l'Association des instituteurs, institutrices et professeurs socialistes che proponeva, oltre al riconoscimento giuridico dell'eguaglianza dei sessi, anche un programma di istruzione fino a 18 anni delle operaie.
Ebbe anche un ruolo di primo piano nell'Union des associations de travailleurs, dove fu eletta nel Comitato centrale. Il tentativo di ridare vita al movimento cooperativo fu frustrato dal governo e nel 1851 Pauline Roland e altri cinquanta membri furono arrestati: accusata di sovversivismo e immoralità, fu incarcerata per sette mesi. La sua attiva opposizione al colpo di Stato del 2 dicembre 1851 le costò una condanna a dieci anni di deportazione in Algeria. Grazie all'intervento di George Sand e del poeta Pierre-Jean de Béranger, fu liberata nel dicembre del 1852, ma a causa della salute debilitata dalle dure condizioni di detenzione morì non appena ebbe fatto ritorno in Francia.